# Улица Аугстрозес
Улица А́угстрозес (латыш. Augstrozes iela) — улица в Северном районе города Риги, в историческом районе Чиекуркалнс. Начинается в тупике, в промышленной зоне у железнодорожной линии Чиекуркалнс — Рига-Краста, пролегает преимущественно в северном направлении и заканчивается тупиком, не доходя до улицы Гауяс (соединена пешеходной дорожкой, выезда не имеет). В средней части пересекается с улицей Атласа и 1-й линией Чиекуркална.
Длина улицы составляет 400 метров. На всём протяжении имеет асфальтовое покрытие, 2 полосы движения. Общественный транспорт по улице не курсирует, но на 1-й линии Чиекуркална есть автобусная остановка «Augstrozes iela».

## История
Улица Аугстрозес впервые показана на плане города 1899 года под названием Биркенгофская дорога, с 1902 года — Биркенгофская улица (нем. Birkenhöfsche Strasse, латыш. Bērzumuižas iela) — по бывшей усадьбе Биркенгоф (Берзумуйжа), находившейся в районе нынешней ул. Атласа. Современное название носит с 1938 года; в годы немецкой оккупации именовалась, сообразно языковой кальке, Hochrosensche Strasse. Других переименований не было.
Первоначально улица Аугстрозес проходила от Мейнгардской (ныне Гауяс) до Атласской улицы. В первой половине XX века продлена до ул. Старта; ранее существовал переезд, связывавший ул. Аугстрозес с ул. Старта. В 1980-х годах, при строительстве путепровода улицы Вайрога (ныне Густава Земгала гатве), застройка по нечётной стороне ул. Аугстрозес была частично снесена, а выезд на улицу Гауяс — закрыт.

## Примечательные объекты
- В доме № 7 в 1920-е годы проживал латышский писатель и общественный деятель, основатель агентства LETA Рихард Берзиньш[латыш.][4].